# كريستا كوستيال سيمونوفيتش
كريستا كوستيال سيمونوفيتش (بالكرواتية: Krista Kostial-Šimonović)‏ (19 ديسمبر 1923 - 29 أبريل 2018) طبيبة وأكاديمية كرواتية تخصصت في آثار تعرض الإنسان للمعادن الثقيلة والسمية. تم انتخابها كعضو منتسب في الأكاديمية اليوغوسلافية للعلوم والفنون في عام 1981 وأصبحت عضوًا كاملًا في الأكاديمية الكرواتية للعلوم والفنون، عندما حصلت البلاد على استقلالها عن يوغوسلافيا في عام 1991. في عام 1996، تم تكريمها بترتيب دانيكا هرفاتسكا تقديراً لعملها العلمي.

## سنواتها الاولي وعائلتها
ولدت كريستا كوستيال في 19 ديسمبر 1923 في أوسييك في مملكة الصرب والكروات والسلوفينيين إلى إيفان ودوبرافكا كوستيال، التحقت بكلية الطب بجامعة زغرب عام 1943، وحصلت علي درجة دكتوراه في الطب عام 1949. وبين عامي 1949 و 1951 درست الطب المهني في معهد أندريا أوتامبار للصحة العامة.

## حياتها المهنية
بدأت كوستيال العمل في كلية الطب في معهد البحوث الطبية والصحة المهنية كمساعد في عام 1950 بينما واصلت دراساتها العليا، دورات في قسم علم وظائف الأعضاء في جامعة زغرب في 1951 و 1952، وحصلت على منحة منظمة الصحة العالمية للعمل كمساعد بحث في جامعة كلية لندن، بعد الانتهاء من بحثها عام 1953، عادت كوستيال إلى جامعة زغرب وحصلت على درجة الدكتوراه في العلوم الطبية عام 1955 وتأهيلها في علم وظائف الأعضاء في العام التالي.
عند الانتهاء من تأهيلها تم تعيين كوستيال كمساعد علمي كبير ورئيس قسم علم السموم وقسم الفيزياء الحيوية في معهد البحوث الطبية والصحة المهنية في عام 1956 وعملت كرئيس قسم مزدوج خلال عام 1964. وفي نفس الوقت قامت بتدريس علم الأحياء وعلم وظائف الأعضاء في قسم العلوم الطبيعية في جامعة زغرب وبين عامي 1961 و 1962، عادت إلى إنجلترا للعمل على منحة الوكالة الدولية للطاقة الذرية في وحدة البحث الإشعاعي البيولوجي لمجلس البحوث الطبية في هارويل. في عام 1964، أصبحت رئيسة قسم فسيولوجيا التمثيل الغذائي المعدني وتم ترقيتها إلى مستشار علمي خدمت بهذه الصفة حتى عام 1989.
تركز بحث كوستيال على الحرائك الدوائية وسمية المعادن الثقيلة للإنسان، كانت مهتمة بشكل خاص بكيفية تفاعل العناصر الدقيقة مع عملية التمثيل الغذائي في الجسم وتأثرت بالإشعاع، كان بحثها مؤثراً في تبني التوصيات الدولية لتناول الكالسيوم اليومي وكذلك حدود مستوى التعرض للمعادن الثقيلة في البيئة للبشر، عملت في العديد من المشاريع الدولية وألقت محاضرات على نطاق واسع في المؤتمرات ونشرت ما يقرب من 280 بحثًا وتحليلاً علميًا في مختلف المجلات والكتب.
في عام 1981 أصبحت عضوًا مشاركًا في الأكاديمية اليوغوسلافية للعلوم والفنون، انتخابها كعضو كامل في الأكاديمية الكرواتية للعلوم والفنون في عام 1991، وحصلت على جائزة الإنجاز مدى الحياة في العام التالي. بعد تقاعدها واصلت البحث والنشر ضمن اختصاصها بما في ذلك أعمال مثل (المعادن في البيئة البشرية وتأثيرها على الصحة، 1991-1994) و (المعادن: التعرض والآثار والترياق، 1996). في عام 1996 تم تكريمها من قبل الرئيس فرانجو تومان مع وسام دانيكا Hrvatska تقديرا لعملها العلمي.

## الموت والإرث
توفت كريستا كوستيال سيمونوفيتش في 29 أبريل 2018 في زغرب ودفنت في 3 مايو 2018 في مقبرة ميروغوي. 